# Prawosławie w Wielkiej Brytanii

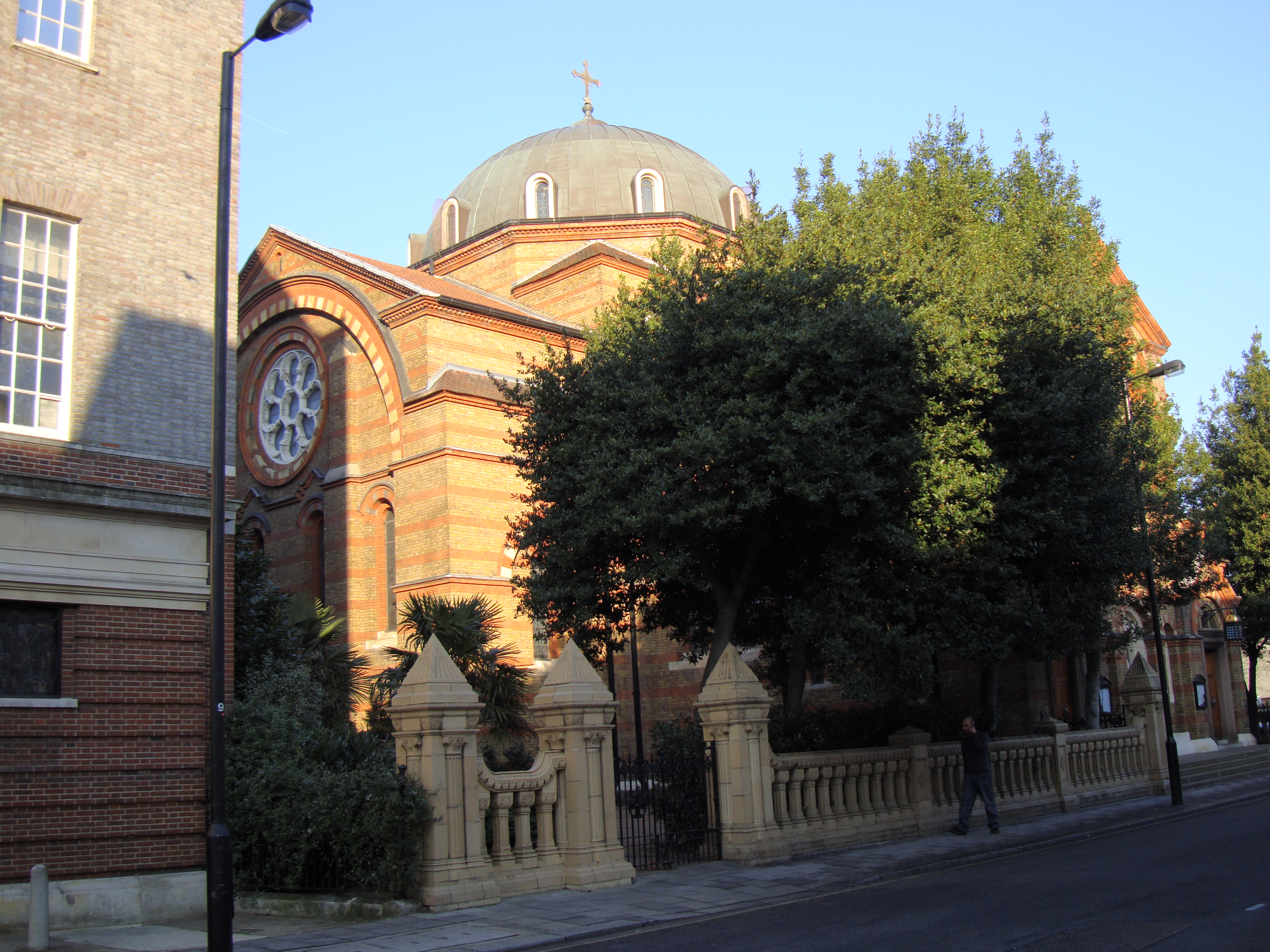
Katedra św. Zofii w Londynie, należąca do Patriarchatu Konstantynopolitańskiego

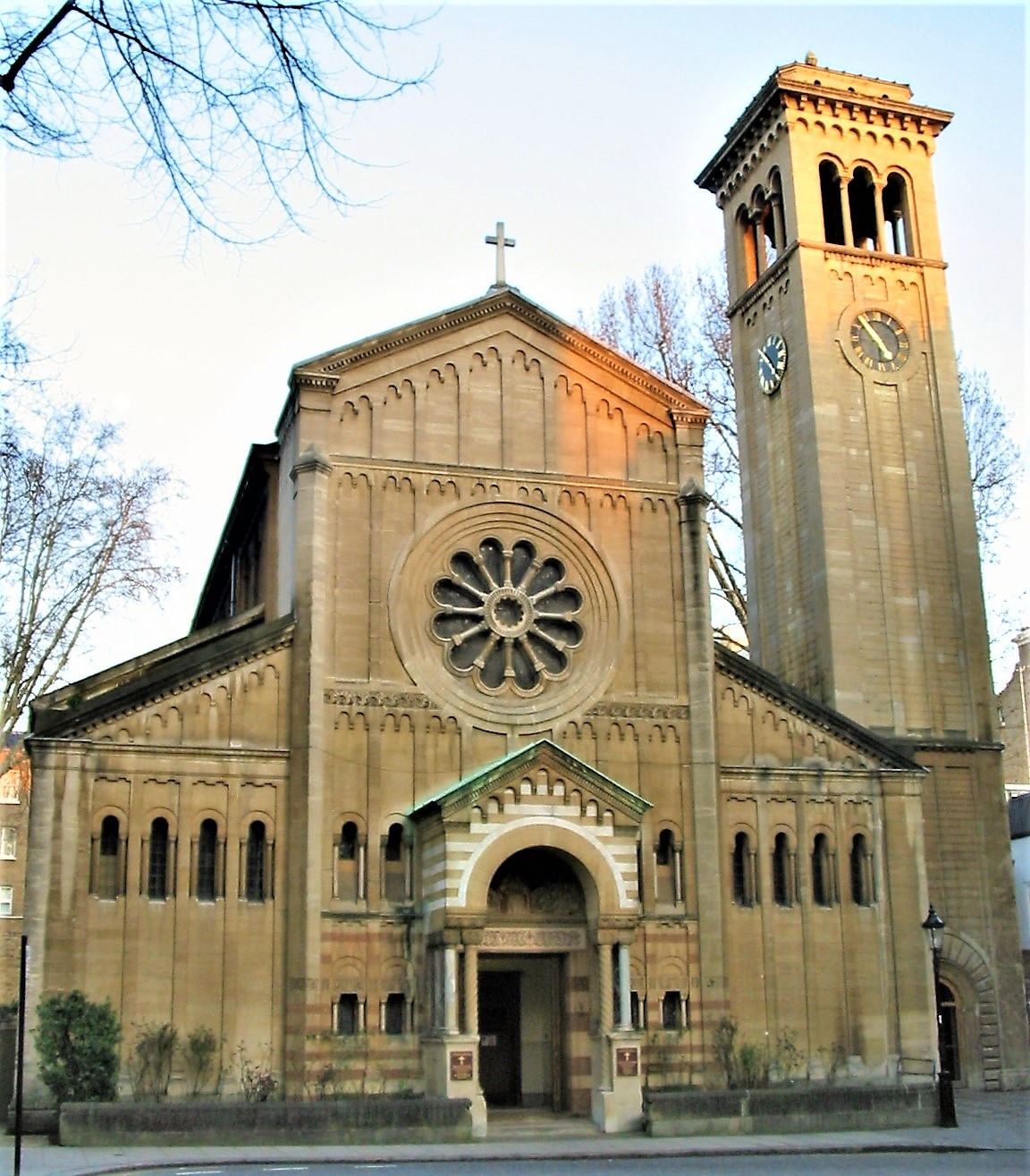
Sobór Zaśnięcia Matki Bożej w Londynie należący do Rosyjskiego Kościoła Prawosławnego

Prawosławie w Wielkiej Brytanii jest religią związaną głównie z mniejszościami narodowymi: w przeszłości głównie grecką i rosyjską, obecnie także z grupami przybywającymi z Europy Wschodniej i Bałkanów w celach zarobkowych. Łączną liczbę wyznawców prawosławia w tym kraju szacuje się na 250–300 tys. osób. 

## Patriarchat Konstantynopola
Pierwsza kaplica prawosławna w Wielkiej Brytanii powstała z inicjatywy wygnanego greckiego metropolity Samos, Józefa Georgirenesa, w dzielnicy Londynu Soho. Istniała, za sprawą interwencji anglikańskiego biskupa Londynu, jedynie w latach 1677–1684. 
Wzrost liczby prawosławnych Greków, skupionych głównie w Londynie, nastąpił w czasie wojny o niepodległość Grecji i wkrótce po niej. W 1837 powstała stała greckojęzyczna parafia prawosławna, która od 1879 posiada własną, wzniesioną od podstaw cerkiew. Parafie greckie powstały również w 1843 w Manchesterze (cerkiew istnieje od 1861), w 1865 w Liverpoolu (cerkiew wzniesiona w 1870) oraz w 1903 w Cardiff (cerkiew wzniesiona w 1919). W 1922 patriarcha Konstantynopola powołał do życia metropolię Tiatyry z siedzibą w Londynie. 
Ponowny wzrost liczby Greków nastąpił po fali emigracyjnej z Cypru po 1939. W tym samym roku powstała parafia w Birmingham, następnie dwie inne w Londynie. Do końca lat 60. łączna liczba stałych placówek duszpasterskich wzrosła do 40, niepowodzeniem zakończyły się natomiast plany powołania w Wielkiej Brytanii greckiego prawosławnego seminarium duchownego. 
W jurysdykcji patriarchy Konstantynopola, oprócz 110 parafii greckich, pozostaje 7 parafii ukraińskojęzycznych oraz dwie parafie polskojęzyczne.

## Rosyjski Kościół Prawosławny
W 1713 została otwarta kaplica w jurysdykcji patriarchy Moskwy, zamieniona w 1721 w kaplicę należącą do ambasady rosyjskiej w Wielkiej Brytanii. Ze względu na to, że była to jedyna prawosławna placówka duszpasterska w Wielkiej Brytanii, posługiwał w niej kler zarówno rosyjski, jak i grecki, a wśród wiernych byli przedstawiciele obydwu tych narodowości. 
Liczba prawosławnych Rosjan wzrosła jedynie nieznacznie po rewolucji październikowej, w Wielkiej Brytanii osiedliło się na stałe jedynie ok. dwóch tysięcy emigrantów. Kaplica w ambasadzie rosyjskiej została zamknięta, jednak w 1922 Kościół Anglikański udostępnił Rosjanom dawny kościół w Londynie. W 1926 istniejąca parafia podzieliła się na dwie mniejsze, z których jedna pozostała w jurysdykcji Zachodnioeuropejskiego Egzarchatu Rosyjskiego Kościoła Prawosławnego, zaś druga przeszła do Rosyjskiego Kościoła Prawosławnego poza granicami Rosji.
Kolejna grupa prawosławnych Rosjan osiedliła się w Wielkiej Brytanii po II wojnie światowej, dołączając w większości do Rosyjskiego Kościoła Prawosławnego poza granicami Rosji, który powołał do życia nowe parafie w Manchesterze, Leeds, Bradford, Nottingham i Preston. Patriarchat moskiewski do 2003 powołał 35 nowych parafii, z których większość posługuje się w swojej pracy zarówno językiem rosyjskim i cerkiewnosłowiańskim, jak i angielskim.
W 2019 r. zostało utworzone Arcybiskupstwo Zachodnioeuropejskich Parafii Tradycji Rosyjskiej, w skład którego w 2020 r. wchodziły 4 parafie i jeden skit na terytorium Wielkiej Brytanii (zgrupowane w oddzielnym dekanacie).

## Serbski Kościół Prawosławny
Pierwsza parafia pozostająca w tej jurysdykcji została otwarta w Londynie w 1942. Obecnie w Wielkiej Brytanii działa 25 parafii serbskich, z czego tylko jedna, w Birmingham, posiada własną cerkiew wzniesioną w 1968 w średniowiecznym stylu serbskim. 

## Patriarchat Antiochii
Obecnie posiada 19 parafii w Wielkiej Brytanii, wszystkie powołane do życia po II wojnie światowej. Wśród wiernych dominuje ludność arabskojęzyczna. W październiku 2013 parafie Patriarchatu weszły w skład metropolii – Archidiecezji Wysp Brytyjskich.

## Inne jurysdykcje
W Wielkiej Brytanii działa również jedna parafia podległa Bułgarskiemu Kościołowi Prawosławnemu i trzy podległe Rumuńskiemu Kościołowi Prawosławnemu.